# Staatsgreep in Cyprus (1974)
De Cypriotische staatsgreep van 1974 was een militaire staatsgreep, uitgevoerd door de Cypriotische Nationale Garde en gesponsord door de Griekse militaire junta. Op 15 juli 1974 zetten de coupplegers de zittende president van Cyprus, aartsbisschop Makarios III, uit zijn ambt en installeerden de pro-Enosis en nationalist Nikos Sampson. Het Sampson-regime werd beschreven als een marionettenstaat, waarvan het uiteindelijke doel de annexatie van het eiland door Griekenland was. Op de korte termijn riepen de coupisten de oprichting van de “Helleense Republiek Cyprus” uit. De staatsgreep werd door de Verenigde Naties als illegaal beschouwd.

## Achtergrond
De Republiek Cyprus werd in 1960 opgericht met de overeenkomsten van Londen en Zürich, en de Grieks-Cyprioten en de Turks-Cyprioten waren de twee oprichtende gemeenschappen. Echter, na grondwetswijzigingen die waren voorgesteld door Makarios III en verworpen werd door de Turks-Cyprioten, brak er op het hele eiland intercommunaal geweld uit. De Turks-Cypriotische vertegenwoordiging in de regering kwam tot een einde als gevolg van gedwongen preventie en gedeeltelijk als gevolg van bereidwillige terugtrekking. De Turks-Cyprioten begon in enclaves te leven.
Griekenland had sinds de jaren vijftig een nationaal enosis-beleid gevoerd om de unie van het eiland met Griekenland te verwezenlijken. Na 1964 probeerde de Griekse regering het beleid van Makarios onder controle te krijgen, en na zijn onwil om Athene te gehoorzamen, probeerde Griekenland zijn regering te destabiliseren. Terwijl het Griekse beleid na 1967, toen een extremistische militaire junta in Griekenland de macht overnam, naar een meer coöperatief beleid verschoof, steunde het de extreemrechtse EOKA B-groep tegen Makarios. Dimitrios Ioannidis, de feitelijke leider van de junta, geloofde dat Makarios niet langer een echte voorstander van enosis was, en verdacht hem ervan een communistische sympathisant te zijn. Tussen 1971 en 1974 werden door de Griekse regering vijf plannen voorbereid om de regering van Makarios omver te werpen.

## De staatsgreep
De staatsgreep werd uitgevoerd naar opdracht van Dimitrios Ioannidis, de schaduwleider van de Griekse junta, en de Griekse officieren die de Cypriotische Nationale Garde leidden om het presidentiële paleis in Nicosia in te nemen. Het gebouw brandde vrijwel geheel af. Makarios ontsnapte ternauwernood aan de dood tijdens de aanval. Hij ontvluchtte het presidentiële paleis via de achterdeur en ging naar Paphos, waar de Britten hem in de middag van 16 juli wisten op te halen en hem van Akrotiri naar Malta vlogen in een transportvliegtuig van de Royal Air Force, en van daaruit de volgende ochtend naar Londen. Op 19 juli was hij bij de bijeenkomst van de Veiligheidsraad van de Verenigde Naties in New York en hield een toespraak, waarin hij verklaarde dat Cyprus door Griekenland was binnengevallen.
Het nieuw opgerichte regime wordt omschreven als een extremistisch marionettenregime van de Griekse junta. Op 15 juli, tussen 8.00 en 9.00 uur, riepen de leiders van de staatsgreep hun overwinning uit op de staatszender Cyprus Broadcasting Corporation en zeiden: "De nationale garde ging interveniëren om de problematische situatie op te lossen. [...]. Makarios is dood." Vóór zijn vlucht maakte Makarios echter bekend dat hij nog leefde tijdens een privé-uitzending in Paphos. De nieuwe regering censureerde de pers zwaar en verhinderde het drukken van linkse kranten. Alleen de rechtse kranten Machi, Ethniki en Agon bleven publiceren, en hun stijl was zeer propagandistisch. Sampson maakte in de dagen na de staatsgreep niet openlijk zijn voornemen tot enosis bekend, maar concentreerde zich in plaats daarvan op het onderdrukken van elke steun voor Makarios en zware propaganda om zijn regering te belasteren.
In reactie daarop verklaarde Rauf Denktaş, de leider van de Turks-Cyprioten, dat hij geloofde dat de gebeurtenissen onder Grieks-Cyprioten plaatsvonden en riep hij de Turks-Cyprioten op om niet de deur uit te gaan. Hij riep ook dat de vredesmacht van UNFICYP uitgebreide veiligheidsmaatregelen voor Turks-Cyprioten moest nemen. De Cypriotische Nationale Garde ondernam geen pogingen om de Turks-Cypriotische enclaves binnen te dringen, maar viel zowel Grieks- als Turks-Cypriotische huizen in gemengde dorpen binnen om wapens in beslag te nemen. De Turkse regering claimt dat er munitie door Olympic Air naar Cyprus werd vervoerd, onder de aandacht van UNFICYP gebracht.
Na de staatsgreep begon de nieuw opgerichte junta hardhandig op te treden tegen de aanhangers van Makarios, resulterend in een aantal doden en detenties. Het aantal doden als gevolg van de staatsgreep blijft een omstreden kwestie, aangezien de Republiek Cyprus de sterfgevallen als gevolg van de staatsgreep opsomt onder de vermisten als gevolg van de Turkse invasie. Volgens Haralambos Athanasopulos zijn minstens 500 Grieks-Cyprioten op de lijst van 1617 Grieks-Cypriotische vermisten geplaatst en wordt hun dood toegeschreven aan de Turken en Turks-Cyprioten. Volgens de Turkse dagblad Milliyet waren er op 19 juli 1974 gewelddadige incidenten uitgebroken in Paphos, waarbij het dodental als gevolg van de Grieks-Cypriotische machtsstrijd ongeveer 300 burgers en 30 Griekse soldaten opleverde.

## Nasleep
Als reactie op de staatsgreep viel Turkije op 20 juli 1974 het eiland binnen en zei dat de actie in overeenstemming was met het Garantieverdrag van 1960. Turkije nam de controle over het noorden en verdeelde Cyprus langs een VN-Bufferzone, die bekend werd als de Groene Lijn. Als gevolg van de Turkse invasie nam Sampson ontslag en stortte het militaire regime dat hem had aangesteld in. Makarios keerde terug. De Turks-Cyprioten richtten een onafhankelijke regering op voor wat zij de Turkse Federale Staat Cyprus (TFSC) noemden, met Rauf Denktaş als president. In 1983 zouden ze de Turkse Republiek Noord-Cyprus uitroepen op het noordelijke deel van het eiland, dat de facto een staat blijft.